# Буђеру
Буђеру (итал. Buggerru) је насеље у Италији у округу Карбонија-Иглезијас, региону Сардинија.
Према процени из 2011. у насељу је живело 1037 становника. Насеље се налази на надморској висини од 35 м.

## Становништво
| 1951. | 1961. | 1971. | 1981. | 1991. | 2001. | 2011. |
| ----- | ----- | ----- | ----- | ----- | ----- | ----- |
| 2.015 | 1.767 | 1.385 | 1.242 | 1.233 | 1.163 | 1.108 |